# میلتو گورما
میلتو گورما (آلبانیایی: Milto Gurma؛ زادهٔ ۷ اوت ۱۹۵۱) بازیکن فوتبال اهل آلبانی بود.
وی همچنین در تیم ملی فوتبال آلبانی بازی کرده‌است.